# Luché-sur-Brioux
Luché-sur-Brioux là một xã trong tỉnh Deux-Sèvres trong vùng Nouvelle-Aquitaine ở phía tây nước Pháp. Xã này nằm ở khu vực có độ cao trung bình 63 mét trên mực nước biển.